# Buena Vista, Metlatónoc
Buena Vista är en ort i Mexiko.   Den ligger i kommunen Metlatónoc och delstaten Guerrero, i den sydöstra delen av landet, 240 km söder om huvudstaden Mexico City. Buena Vista ligger 1 764 meter över havet och antalet invånare är 129.
Terrängen runt Buena Vista är kuperad åt nordväst, men åt sydost är den bergig. Runt Buena Vista är det ganska glesbefolkat, med 36 invånare per kvadratkilometer. Närmaste större samhälle är Xalpatlahuac, 17,7 km nordväst om Buena Vista. I omgivningarna runt Buena Vista växer huvudsakligen savannskog.